# Rauch (firma)
Rauch Fruchtsäfte GmbH & Co OG je nadnárodní firma, která vyrábí nápoje. Firma byla založena v roce 1919 a zaměstnává přibližně 2700 zaměstnanců.

## Historie
V roce 1919 firmu založil Franz Josef Rauch jako malou lisovnu moštu pro okolní farmáře. Během období mezi světovými válkami se závod rozšířil a začal průmyslově vyrábět ovocné šťávy. V roce 1962 se firma stala nadnárodní společností. V 70. letech dosáhla společnost Rauch pozice jedničky na rakouském trhu a začala používat tetrapakové obaly. V roce 1998 rozšířila svůj sortiment o ledový čaj.
V roce 2000 firma koupila pivovar Fohrenburg, který však v roce 2019 prodala. V roce 2014 začala v České republice firma spolupracovat s Kofolou. V roce 2024 spolupráce byla ukončena. V roce 2016 dostala společnost pokutu ve výši 1,7 milionu eur kvůli vertikální kartelové dohodě. O rok později, v roce 2017, zvítězila firma v soutěži Top Brand 2017.

## Produkty
Seznam produktů, které nabízí společnost Rauch.
- Bravo
- Cafemio
- Culinary
- EisTee
- Gastronomie
- Happy Day
- Isotonic Sport
- Juice Bar
- Nativa
- Willi Dungl
- Yippy